# Jean Dreux

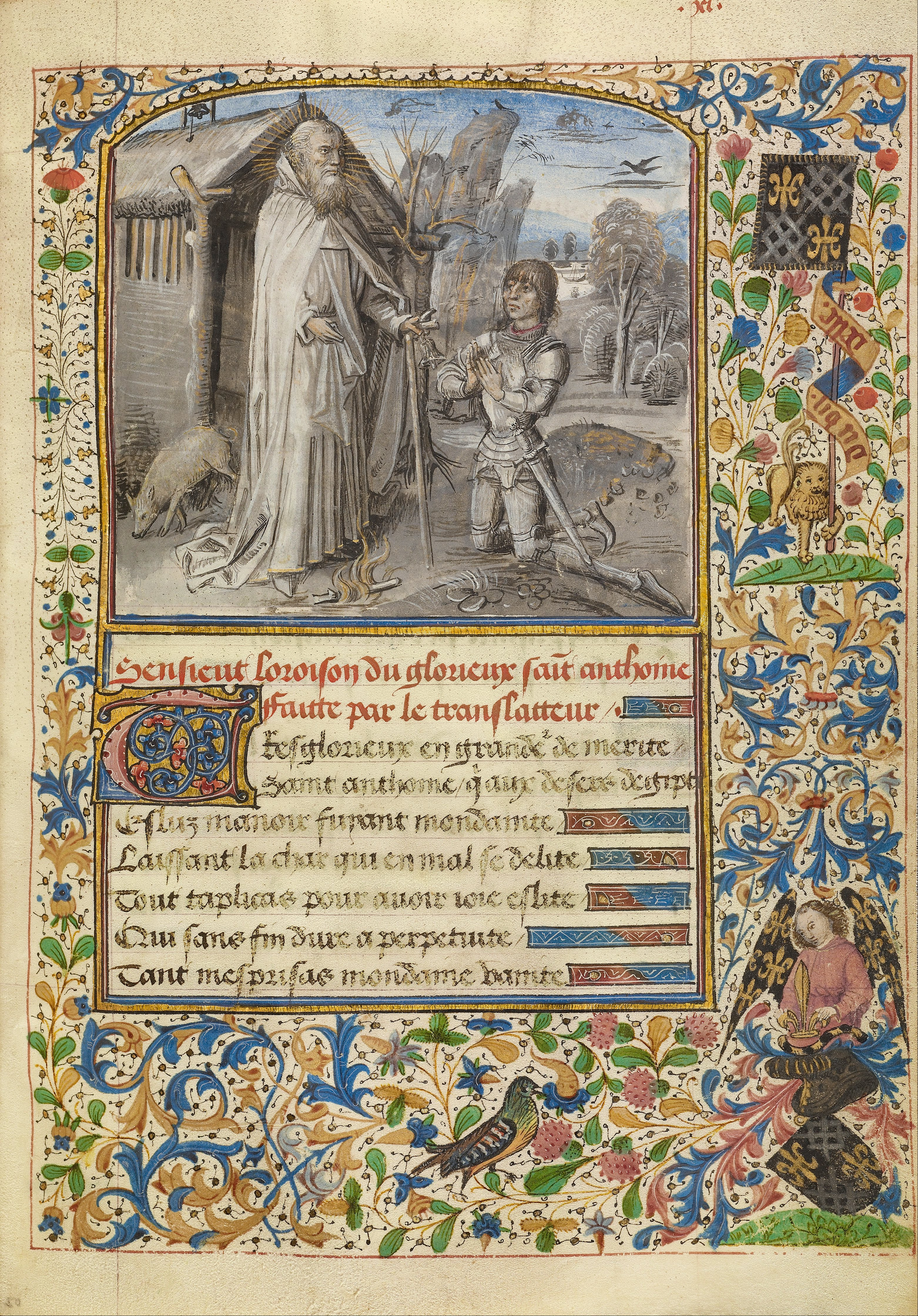
Jean Dreux, L’Invention et translation du corps de Saint Antoine, waarschijnlijk Brussel of Brugge ca. 1465-1470, Malibu, J. Paul Getty Museum, Ms ludwig XI 8

Jean Dreux ook gekend als Jehan Dreux of Dreux Bachoyer was een Parijse kunstenaar die zich in Vlaanderen vestigde waarschijnlijk ter gelegenheid van de bezetting van de stad door de Engelsen tussen 1420 en 1436. Hij zou zijn opleiding genoten hebben in Parijs omstreeks 1430.

## Leven en werk
Omstreeks 1447 was Dreux in dienst van Filips de Goede om miniaturen, verluchting en kopieerwerk te verrichten en de bibliotheek van de hertog te onderhouden. Op 21 oktober 1449 werd hij benoemd tot valet de chambre (kamerheer) in de hofhouding van de hertog. Uit de rekeningen van de hertog blijkt dat Dreux vanaf 1449 tot 1454 op regelmatige basis een salaris kreeg uitbetaald naast occasionele geschenken en de vergoeding van gemaakte kosten. In 1453 werd hij betaald voor verblijven in Rijsel en ook in 1454 verbleef hij meer dan de helft van het jaar in de stad waar ook de schrijver Jean Miélot resideerde, die boeken vertaalde en schreef voor Filips; misschien was Dreux betrokken bij de verluchting ervan. Als de hertog in 1454 besloot om op zijn huishouding te bezuinigen werd Jean Dreux bedankt voor zijn diensten; er werd geen nieuwe hofschilder aangesteld. Misschien hadden de bezuinigingen tot doel voldoende fondsen te verzamelen voor het inrichten van de kruistocht waar Filips zich toe verbonden had op het Banket van de Fazant op 17 februari 1454.
Jean Dreux besluit dan zich in Brugge te vestigen en nadat hij in 1457 het burgerschap verkrijgt is hij van 1457 tot 1461 lid van de Sint-Jans en Sint-Lucas broederschap (vereniging zonder gildestatuut van kalligrafen, boekbinders, miniaturisten en boekhandelaars of Librariërs).
In 1463 blijkt hij te zijn teruggekeerd naar Brussel en op 30 april 1464 benoemt Karel van Charolais, de toekomstige Karel de Stoute hem tot zijn hofschilder en valet de chambre. We vinden een laatste verwijzing naar Jean Dreux in verband met eigendommen die hij bezat in Brussel in de archieven van 1466 en in 1467 wordt hij opgevolgd als hofschilder bij Karel de Stoute door Philippe de Mazerolles, wat laat veronderstellen dat hij in 1467 overleden was.
Tegenwoordig wordt Jean Dreux geassocieerd met de Meester van Girart de Roussillon, onder meer op basis van het feit dat ze in dezelfde periode actief waren.

## Bewaarde werken
Zie ook bij de Meester van Girart de Roussillon.
Op basis van archieven of andere documentatie kan geen enkel bewaard manuscript rechtstreeks aan Jean Dreux worden toegewezen. Dreux werd wel betaald in 1451 voor het in twee delen herinbinden van een getijdenboek van Filips de Stoute, in opdracht van Filips de Goede. Het boek wordt in de rekening Les grandes Heures quotidiennes genoemd, waaruit we kunnen opmaken dat Filips dit gebedenboek van zijn grootvader regelmatig gebruikte. Filips liet aan het boek gebeden tot een aantal heiligen uit Vlaanderen en Henegouwen toevoegen. In totaal werd er op veertien verluchters beroep gedaan en waarschijnlijk was Dreux een van hen.
Smeyers is ook van mening dat Jehan Dreux de leiding had bij de illustratie van het eerste deel van de Chroniques de Hainaut omstreeks 1447.
Een ander werk dat aan Jean Dreux wordt toegeschreven is een handschrift met Morele Traktaten (Traité de Morale, van St. Augustinus) gemaakt voor Filips van Croÿ tussen 1460 en 1465. Een aantal grisaille miniaturen daarin zouden van de hand van Dreux zijn.
Jehan Dreux zou ook betrokken geweest zijn bij de verluchting van een aantal handschriften in opdracht van Margaretha van York die geschreven werden door David Aubert tussen 1474 en 1476. Het gaat over  La Vision de l’âme, Traités de morale et de religion, Somme le Roi en La consolation de le philosophie van Boëthius. In een traktaat met de titel Benois seront les miséricordieux waar op fol. 17 Margaretha wordt afgebeeld in gezelschap van haar patrones en de vier kerkvaders, geknield biddend voor een stadslandschap. Het realisme van de meester wordt hier duidelijk geïllustreerd: dit is een van de eerste herkenbare stadszichten op een miniatuur, met op de voorgrond de Brusselse Sint-Goedelekerk met nog onafgewerkte torens en op de achtergrond de Onze-Lieve-Vrouw-ter-Zavelkerk.